# Port lotniczy Monkey Mountain
Port lotniczy Monkey Mountain (IATA: MYM, ICAO: SYMM) – port lotniczy zlokalizowany w miejscowości Monkey Mountain, w Gujanie.